# Sociedad de Científicos Españoles en el Reino Unido (SRUK/CERU)
La Sociedad de Científicos Españoles en el Reino Unido (SRUK/CERU, usando el nombre oficial en inglés, Society of Spanish Researchers in the United Kingdom) es una organización sin ánimo de lucro, independiente y sin ninguna afiliación política creada en julio de 2011 en el Reino Unido y establecida oficialmente en junio de 2012.
SRUK/CERU se creó para promover la comunicación entre la comunidad de investigadores españoles trabajando en el Reino Unido, acercar la ciencia y la tecnología al público en general y establecer colaboraciones entre esta comunidad e instituciones públicas y privadas relacionadas con la I+D+i en España y en el Reino Unido. 
En la actualidad cuenta con más de 700 socios y miles de seguidores en Twitter y Facebook. 

## Objetivos
Los objetivos de SRUK/CERU pueden resumirse en cuatro puntos principales:
- Red social: Crear una red social de investigadores y estudiantes que trabajan en el Reino Unido. SRUK/CERU busca facilitar la llegada de los nuevos, dar consejos y compartir cualquier experiencia profesional y personal.
- Divulgadores de la Ciencia: SRUK/CERU quiere mejorar el interés social por la Investigación, el Desarrollo y la Innovación (I+D+i) tanto en la sociedad británica como, especialmente, en la española. SRUK/CERU desea acercar los científicos al público en general mediante seminarios, mesas redondas, conferencias y simposios anuales.
- Representantes de la Ciencia: SRUK/CERU pretende ser portavoz de los científicos españoles en Reino Unido ante instituciones británicas y españolas, medios de comunicación y redes sociales. Tiene por objeto servir como asesores científicos a organizaciones públicas y privadas para compartir los conocimientos y experiencias adquiridos en Reino Unido. También quiere representar a los afiliados dando su opinión en temas científicos de actualidad en medios de comunicación y redes sociales.
- Intermediarios de la Ciencia: SRUK/CERU desea facilitar colaboraciones entre organizaciones relacionadas con la I+D+i del Reino Unido y de España, tanto públicas como privadas.

## Historia
SRUK/CERU se empezó a gestar a mediados de 2011, como un medio de aglutinar y dar estructura a la red de conexiones que de manera informal permitía a los investigadores españoles en el Reino Unido con intereses comunes mantener el contacto unos con otros. En junio de 2011, el Dr. Lorenzo Melchor, presidente fundador de SRUK/CERU, en representación de este grupo de investigadores, es invitado a reunirse con Fidel López Álvarez, entonces ministro consejero de la Oficina de Asuntos Culturales y Científicos de la Embajada de España en el Reino Unido, quien transmite el apoyo de esta embajada a cualquier iniciativa de la sociedad civil que sirva para agrupar y dar voz a estos investigadores. En ese momento, se abre el perfil de Facebook de la Comunidad CERU, el cual comienza a atraer a investigadores españoles que desean poner en marcha el proyecto. Tras varias reuniones informales entre ellos, estos investigadores celebran la primera reunión oficial el 6 de julio de 2011 en Londres, donde se debaten los objetivos y el funcionamiento de la futura sociedad, inspirándose en la ya existente sociedad equivalente de investigadores portugueses, PARSUK.
Durante los siguientes meses, se suceden distintos encuentros informales (conocidos como “Science Beers”), seminarios y reuniones organizados por los recién constituidos grupos de trabajo con objeto de dar forma a los estatutos de SRUK/CERU. Finalmente, el 16 de junio de 2012, se celebra la asamblea fundacional en la Sala Luis Vives de la Embajada de España en Londres, donde se aprueban las normas y los estatutos así como el nombre que recibirá la sociedad: Sociedad de Científicos Españoles en Reino Unido (CERU) en español, que por aquel entonces ya empezaba a adquirir un nombre gracias a las redes sociales, y Society of Spanish Researchers in the United Kingdom (SRUK) en inglés, incorporando así la palabra “Investigadores” que definía mejor la naturaleza de la sociedad.
A partir de ese momento, SRUK/CERU comienza a crecer, tanto en las redes sociales sirviendo como punto de reunión e información de los investigadores españoles en el Reino Unido, como en reputación y contactos con distintos organismos oficiales. Ese mismo año se establecen las delegaciones de Londres y Cambridge, seguidas poco después por la del South-West en 2013, y se continúan y expanden el número de eventos divulgativos y sociales, colaborando con Native Scientist y en la Semana de la Ciencia del Instituto Español Vicente Cañada Blanch. Además, se inician las colaboraciones y acuerdos con otras instituciones y entidades patrocinadoras, como la Fundación Ramón Areces, patrocinador principal del SRUK/CERU desde sus inicios, los cuales han facilitado el crecimiento exponencial de la Sociedad.
Durante el 2014 se establecen otras delegaciones (The Midlands, Oxford) para desarrollar nuevas actividades y grupos de trabajo locales allá donde hay investigadores españoles, y se lanza el primer programa de Becas de Viaje (las conocidas como “Travel Grants”) para asistir a congresos. También, SRUK/CERU se convierte en miembro de la Confederación de Sociedades Científicas Españolas, y se establecen colaboraciones con la British Spanish Society y la Red de Universidades Valencianas para el fomento de la Investigación, Desarrollo e Innovación Archivado el 6 de julio de 2017 en Wayback Machine.. 
En el 2015 se establecen tres delegaciones más (North-West, Escocia y Yorkshire) y se llegan a numerosos acuerdos con otras asociaciones, centros de investigación e instituciones. En noviembre, se lanza el programa de radio de contenidos científicos “En Fase Experimental” Archivado el 7 de agosto de 2017 en Wayback Machine., fruto de la colaboración con la emisora de radio en español Radio X Londres Archivado el 6 de julio de 2017 en Wayback Machine.. Además, en septiembre de ese año, SRUK/CERU publica el “Informe de recomendaciones sobre la I+D en España para las Elecciones Generales 2015” que presenta a los principales partidos políticos españoles con objeto de asesorar sobre los problemas y potenciales soluciones del tejido investigador en España.
Durante el 2016 se suceden varios hitos clave en la historia de SRUK/CERU: se alcanzan los 500 socios y 4000 seguidores en Facebook, se llega a un acuerdo marco con la Fundación Española para la Ciencia y la Tecnología (FECYT) para la colaboración en actividades de interés común; con la Fundación Banco Santander para crear el Premio Talento Emergente; y con NIMGenetics, la primera colaboración con una empresa privada. Además, se lanza el blog “1, 2, 3… Explore!”, con artículos de carácter divulgativo sobre la investigación de los socios de SRUK/CERU, y el programa de mentoring. Como colofón a los éxitos cosechados en estos primeros años de vida, en noviembre SRUK/CERU es galardonada con el Premio a la Innovación 2016 del Foro de Empresas Innovadoras Españolas (FEI). 
Finalmente, durante el 2017, SRUK/CERU llega a acuerdos de colaboración con la Asociación Española de Investigación sobre el Cáncer (ASEICA), el Consejo Superior de Investigaciones Científicas (CSIC) y la Confederación de Rectores de Universidades Españolas (CRUE). Se han introducido los Premios al Joven Investigador Vasco en colaboración con Bizkaia Talent. A través de iniciativas como CineScience y Arte y Ciencia, se ha acercado la ciencia a la sociedad gracias al apoyo de la Fundación Ramón Areces y la Fundación Telefónica. También ha recogido la preocupación y participado en numerosos eventos en relación con los posibles efectos que el Brexit pueda tener en la comunidad de científicos españoles en el Reino Unido, ha publicado un informe sobre Mujeres en la Investigación, y ha participado en manifestaciones para promover la ciencia y la igualdad. En marzo del 2017, SRUK/CERU se une a las manifestaciones de apoyo de la Marcha por la Ciencia.
A lo largo de sus cinco años de vida, SRUK/CERU ha organizado más de 250 seminarios científicos, mesas redondas y eventos de divulgación, además de 5 Simposios Anuales, sirviendo de encuentro para todos los miembros de la Sociedad. 
Entre los investigadores que han participado en los eventos organizados por CERU se encuentran nombres de la talla de Valentín Fuster, Ginés Morata, Peter Lawrence, Sir Tom Blundell, Sir Salvador Moncada, Uta Frith, Juan Luis Arsuaga, Francisco Mojica, Helen Lee, Alfonso Martínez Arias, Manel Esteller, Jenny Nelson, Stephen Curry, Laura Lechuga, Pedro Etxenike, Pedro Duque o Mara Dierssen entre muchos otros.
La prensa, sobre todo española, se ha hecho eco de sus actividades en más de 200 ocasiones y la opinión de CERU ha servido de referencia a temas de carácter científico y de actualidad, artículos y entrevistas.

## Organización
SRUK/CERU es una asociación que funciona gracias al trabajo de sus voluntarios. Tiene una Junta Directiva central, que se encarga de gestionar y representar a la membresía y busca cumplir los objetivos de la comunidad, así como definir el plan estratégico a seguir para el crecimiento y consolidación de la sociedad. La mayoría de las actividades científicas y de divulgación, sin embargo, se organizan a nivel local a través de 8 delegaciones que cubren la totalidad de la geografía del Reino Unido que dan soporte con actividades y eventos a los investigadores españoles en esa región. 
Estas delegaciones son, por orden cronológico según se establecieron oficialmente (aunque en la mayoría se organizaban eventos antes de ese momento):
1. Londres (agosto 2012)
2. Cambridge (agosto 2012)
3. South-West (mayo 2013)
4. Midlands (febrero 2014)
5. Oxford (diciembre 2014)
6. North-West (enero 2015)
7. Escocia (marzo 2015)
8. Yorkshire (octubre 2015)

Otras dos regiones, Irlanda del Norte, por una parte, y North-East, por otro, están en proceso de establecerse como delegaciones oficiales según su número de miembros alcanza cierta masa crítica. 
Además, SRUK/CERU consta de 5 comités y 4 departamentos que se encargan de llevar a cabo acciones específicas:
- Departamento de Comunicación y Gestión de Contenidos En línea (2013)
- Departamento de Prensa (2015)
- Departamento de Relaciones Internacionales (2016)
- Departamento de Política Científica (2016)
- Comité Organizador del Simposio Anual (2013 y renovable anualmente)
- Comité Científico (2014)
- Comité de Becas (2014)
- Comité de Premios (2016)
- Comité de Mentoring (2016)

Los directores de cada delegación y departamento, junto con el presidente, vicepresidente, secretario y tesorero, forman la Junta Directiva de SRUK/CERU.